# Marek III (patriarcha Jerozolimy)
Marek III – prawosławny patriarcha Jerozolimy w 1503 r.